# راگنار استار
راگنار استار (انگلیسی: Ragnar Stare; ۲۴ نوامبر ۱۸۸۴ – ۳۰ ژوئن ۱۹۶۴) ورزشکار ورزش تیراندازی اهل سوئد بود.
وی در مسابقات کشوری و بین‌المللی در مجموع برندهٔ ۱ مدال نقره شده‌است.